# Macronectes halli
Macronectes halli là một loài chim trong họ Procellariidae.
Macronectes halli có chiều dài trung bình 90 cm, với kích thước dao động trong phạm vi từ 80 đến 95 cm, sở hữu sải cánh từ 150 đến 210 cm.
Loài này chủ yếu ăn xác động vật (chim cánh cụt và động vật chân vây đã chết), cũng như cá, nhuyễn thể, mực và các loài động vật chân đầu khác. Chúng bay theo các tàu đánh cá và tàu du lịch, ăn thịt cá bỏ đi và chất thải từ các con tàu. Trong mùa sinh sản, chim trống ăn xác chết nhiều hơn con mái, với con cái ăn các loài cá sống ở mặt nước.

## Phạm vi và môi trường sống
Macronectes halli là pelagic và được tìm thấy trên khắp Nam Đại Dương phía bắc của vùng hội tụ Nam Cực và phía bắc qua Chile, Argentina, Nam Phi , New Zealand và một nửa Úc. Hơn 4.500 cặp làm tổ trên các đảo thuộc nhóm Nam Georgia. Chúng cũng làm tổ trên một số quần đảo Chatham, quần đảo Kerguelen, quần đảo Crozet, đảo Macquarie và những nơi khác. Phạm vi tổng thể của họ là 82.600.000 km2 (31.900.000 dặm vuông Anh).